# Greta Bösel
Greta Bösel ou Boesel, née Mueller, le 9 mai 1908 à Elberfeld et morte le 3 mai 1947 était une infirmière expérimentée et gardienne au camp de concentration nazi de Ravensbrück, entre 1939 et 1943 (on ne sait pas exactement).

## Biographie
Greta Mueller est née à Wuppertal-Elberfeld (en Allemagne).
Elle devint infirmière et fut envoyée à Ravensbrück le 28 août 1944. Elle était chargée de constituer les équipes de travailleuses.
Au camp de Ravensbrück, elle a le grade d'« Arbeitseinsatzführerin » (surveillante des travaux).
En novembre 1944, Bösel est supposée faire partie du personnel affecté à la sélection des prisonniers pour la chambre à gaz ou pour le transfert à Uckermark. Elle est connue pour avoir dit aux autres gardes SS « s'ils [les prisonniers] ne sont pas capables de travailler, laissez-les pourrir ».
Après la marche de la mort des prisonniers hors de Ravensbruck précédant la libération par les troupes soviétiques de l'Armée rouge, Bösel s'enfuit du camp avec son mari. Elle est arrêtée plus tard par l'Armée britannique.

### Arrestation et procès
Greta Bösel fut, avec d'autres gardiennes dont Dorothea Binz, mise en accusation devant les Cours de Justice de Hambourg chargées des procès de Ravensbrück, lesquels eurent lieu entre décembre 1946 et février 1947.
La Cour la déclara coupable de maltraitances, meurtres et d'avoir pris part à des « sélections ». Elle fut condamnée à mort par pendaison.
Elle fut exécutée pour ses crimes, pendue avec Elisabeth Marschall à 9 h 22 du matin, le 3 mai 1947 par le bourreau anglais Albert Pierrepoint dans la prison d'Hamelin. Du fait de l'amélioration des cordes utilisées comme cravates, ce fut le même nœud coulant qui fut employé pour Dorothea Binz.

## Autres criminelles exécutées à l'Ouest
- Vera Salvequart : 26 juin 1947 ;
- Dorothea Binz : 2 mai 1947 ;
- Irma Grese : 13 décembre 1945 ;
- Elisabeth Volkenrath : 13 décembre 1945 ;
- Juana Bormann : 13 décembre 1945 ;
- Ruth Neudeck : 29 juillet 1948.